# 關根大輝
關根大輝（日语：関根 大輝，2002年8月11日—）是一名日本足球運動員，司職右後衛，目前效力於法国足球甲级联赛的蘭斯。

## 外部連結
- Soccerway資料庫：關根大輝
- 關根大輝的X（前Twitter）
- 關根大輝的Instagram帳戶